# Magyar Demokratikus Ifjúsági Szövetség
A Magyar Demokratikus Ifjúsági Szövetség (MADISZ) Magyarországon a Magyar Kommunista Párt (MKP) indítványára 1944 decemberében, Debrecenben, az ideiglenes nemzeti kormány helyszínén megalakult ifjúsági szervezet, amely a párton kívüli 15-24 éves fiatalokat volt hivatva összefogni.

## Története
A Szövetseg 1945 februárjától teljesen kommunista befolyás alá került, ezért a többi politikai oldal a kezdeti együttműködés után inkább önálló ifjúsági szervezetek létrehozását preferálta. A 
Szövetség nem sokkal indulása után megalapította a Valóság című folyóiratot. 1945 közepéig a MADISZ taglétszáma 239 000 fősre nőtt, 1946 elejére ez a szám viszont a felére csökkent. 1948 márciusában a többi ifjúsági szervezettel együtt beolvadt a Magyar Ifjúság Népi Szövetségébe.